# Tekken Tag Tournament
Tekken Tag Tournament is een update voor een arcadespel, en het vierde spel uit de Tekken-serie. Het verhaal van het spel sluit echter niet aan op de verhaallijn uit de andere Tekken-spellen. Tekken Tag Tournament werd oorspronkelijk uitgebracht als arcadespel, maar werd later ook overgezet naar de PlayStation 2. Daarmee is dit het eerste Tekken-spel voor de PlayStation 2.
Een geremasterde versie van het spel met de titel Tekken Tag Tournament HD werd uitgebracht voor de PlayStation 3 in november 2011, als onderdeel van Tekken Hybrid die ook de 3D-film Tekken: Blood Vengeance bevat, en een demo-versie van Tekken Tag Tournament 2.

## Gameplay
Tekken Tag Tournament bevat ten opzichte van de andere Tekken-spellen verbeterde graphics en muziek. Tevens had dit spel tot de komst van Tekken 6 het grootste aantal personages van alle Tekken-spellen: 39. Alle personages uit voorgaande spellen doen in dit spel mee (behalve de originele Jack), plus twee nieuwe: Unknown en Tetsujin.
Een van de bekendste kenmerken van Tekken Tag Tournament is dat spelers twee personages kunnen uitkiezen, en die samen laten vechten in een team. Dit maakt het mogelijk om teamaanvallen uit te voeren.
Tekken Tag Tournament bevat een minigame getiteld "Tekken Bowl", waarin de speler met de personages kan bowlen.

## Verhaal
Tekken Tag Tournament bevat in tegenstelling tot de andere spellen geen verhaallijn die in het hele spel centraal staat. Het is meer een soort compilatie van de Tekken-serie waarin fans elk personage dat tot dusver in de serie heeft meegespeeld nog eens terug kan zien, ook de personages die in de verhaallijn van de vorige Tekken-spellen waren omgekomen zoals Kazuya Mishima.
De eindbaas heet Unknown, een vrouw met een demon wolf als schaduw, die alle vechtstijlen beheerst.

## Ontvangst
Tekken Tag ontving positieve reviews van critici. GameSpot gaf het spel een score van 9.6 uit 10. IGN gaf het spel een 8.7 uit 10, en prees vooral de graphics en de manier waarop de personages konden bewegen.

## Personages
Bijna alle personages (characters in het Engels) die ooit in de Tekken-reeks hebben gezeten verschijnen in dit deel, behalve Marshall Law, de eerste Kuma, de eerste King en de originele Jack.
- Kazuya Mishima
- Heihachi Mishima
- Jin Kazama
- Jun Kazama
- Lei Wulong
- Julia Chang
- Michelle Chang
- Ganryu
- King
- Armor King
- Paul Phoenix
- Eddy Gordo
- Bryan Fury
- Hwoarang
- Anna Williams
- Nina Williams
- Forest Law
- Jack 2
- Gun Jack
- Prototype Jack
- Ling Xiaoyu
- Baek Doo San
- Yoshimitsu
- Kuma/Panda
- Wang Jinrei
- Devil/Angel
- Roger
- Alex
- Bruce Irvin
- Kunimitsu
- Tiger Jackson
- Ogre
- True Ogre
- Lee Chaolan
- Mokujin
- Tetsujin
- Unknown ('eindbaas')